# Арыкан, Жале
Жале Арыкан (тур. Jale Arıkan; род. 22 августа 1965, Стамбул, Турция) — турецкая актриса

.

## Биография
Арыкан родилась в Турции, но позже переехала в Германию, где успешно продолжила актерскую карьеру, предпочитая сниматься в триллерах и драмах. Она снялась в нескольких популярных немецкоязычных телесериалах, в том числе «Ein Fall für zwei» (1987–1992), «Rivalen der Rennbahn» (1989), «Hotel Paradies» (1990), «Место преступления» (1990–2012), «Praxis Bülowbogen» (1992), «Закон Вольфа» (1992), «Der Fahnder» (1994), «Schwarz greift ein» (1995), «Abschnitt 40» (2003), «Leipzig Homicide» (2009), «Stolberg» (2009), «Дома есть дома» (2009–2010), «Küstenwache» (2011) и «Der Lehrer» (2015).
Она снялась в роли Наденьки в люксембургском фильме 2005 года «Тебя зовут Юстина», который был номинирован на 79-ю премию «Оскар» за лучший фильм на иностранном языке.